# Javier Ocaña
Javier Ocaña (Martos, 1971) es un crítico de cine español.

## Biografía
Nació en la localidad jiennense de Martos en 1971. Crítico de cine, ha colaborado con la revista especializada Cinemanía, con el periódico El País y con el programa de radio Hoy por hoy. Ha escrito los libros La vida a través del cine y De Blancanieves a Kurosawa: la aventura de ver cine con los hijos.